# Minaretépítési tilalom Svájcban

A 2009-es népszavazás eredménye, zölddel azok a területek, ahol igennel szavaztak a tilalomra, pirossal a minaretek szabad építése mellett állást foglaló négy kanton

Svájcban minaretépítési tilalom lépett életbe egy 2009 novemberi népszavazás eredményeként. A svájci lakosság akaratnyilvánító többsége a szavazáson úgy határozott, hogy megtiltja az országban új minaretek építését. A döntésnek nincs visszamenőleges hatálya, azaz a már létező négy minaret továbbra is fennmarad. A minaretek építésének a tilalmát a népszavazás közvetlenül az alkotmányba illesztette be, így az a legmagasabb szintű jogalkotással valósul meg. Svájcban 400 ezer muzulmánt tartanak nyilván, főként Boszniából, Koszovóból, Törökországból érkeztek. A tilalmat létrehozó népszavazáson a választópolgárok 57,5%-a voksolt igennel az új minaretek betiltására.

## Előzmények

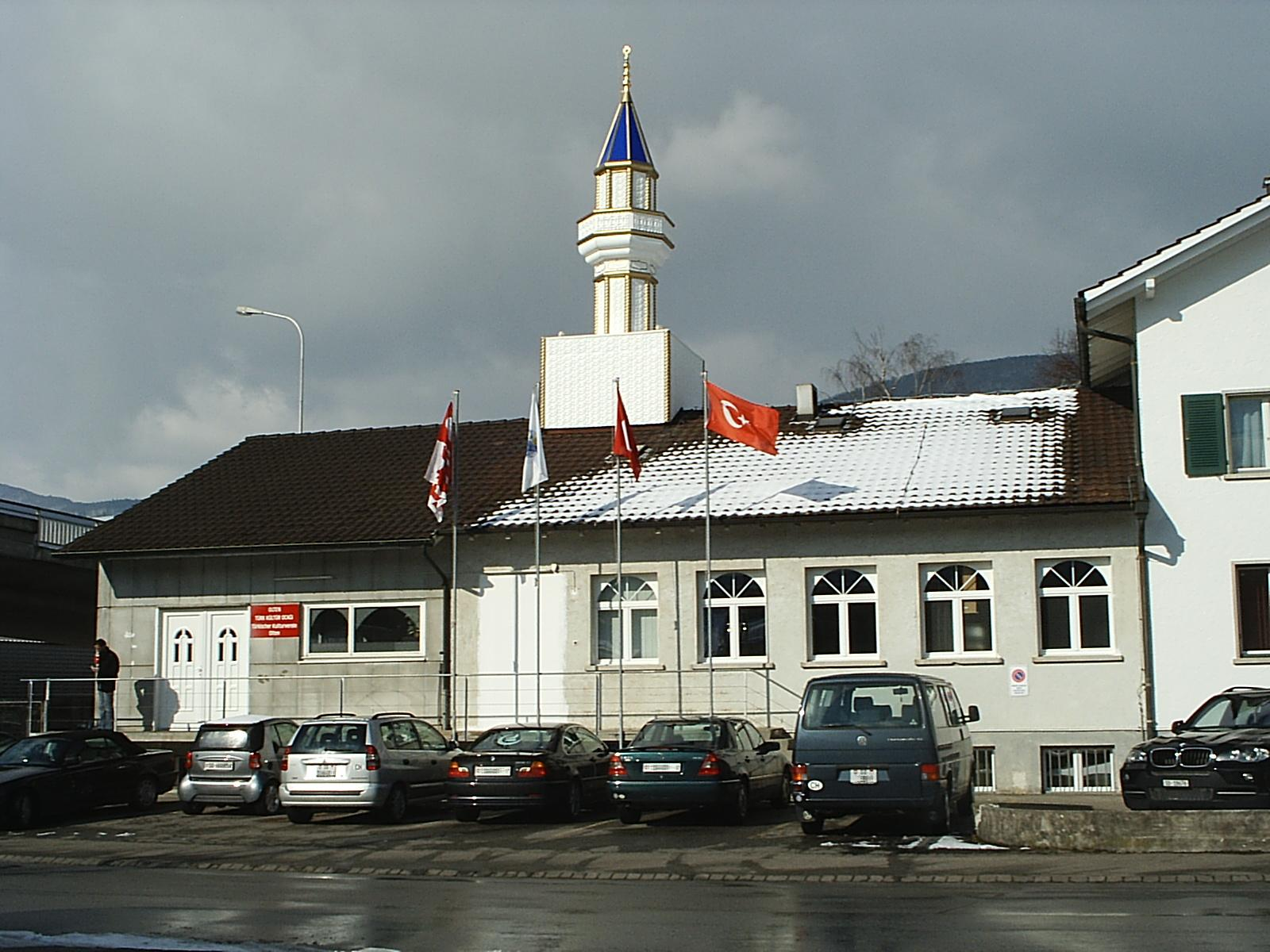
A helyi török kulturális egyesület minarete Wangen bei Oltenben, ez a minaret váltotta ki a kezdeményezést

A minaretek először 2005-ben kerültek viták kereszttüzébe Svájc északi, főleg németek lakta részein. Az első problémák akkor kezdődtek amikor Wangen bei Oltenben a helyi törökök építési engedélyért folyamodtak, hogy egy 6 méter magas minaretet építsenek az iszlám közösségi ház tetejére. Az építkezési terveket a helyi lakosság nagymértékben ellenezte, egy szervezetet is alapítottak arra a célra, hogy megakadályozzák a minaret felépítését. A helyi ügyekben illetékes Közösségi Építkezési és Tervezési Bizottság visszautasította a minaret építésére benyújtott engedélykérelmet, ám a törökök fellebbeztek a svájci kormány egyik minisztériumához, amely visszavonta a helyi szintű döntést. A helyi lakóközösség ezután a bíróságon próbált érvényt szerezni az eredeti döntésüknek, de nem jártak sikerrel. Ennek eredményeképp a 6 méter magas minaret végül megépült 2009 júliusában.
2007-ben az Egerkinger bizottság kezdeményezte Svájc alkotmányának módosítását a minarettilalom érdekében. A bizottság által javasolt kiegészítés az alkotmány 72. cikkét érintené a következő módon: „A minaretek építése tiltott”. Az új minaretek építésére vonatkozó tilalom úgy valósul meg, hogy„alkalmas a különböző vallási közösségek tagjai közötti béke fenntartására”.

## Támogatók
A kezdeményezést magánszemélyeken és más csoportokon kívül, a parlamenti pártok közül csak a Svájci Néppárt támogatta. Támogatták továbbá a vallási gyökerű Szövetségi Demokratikus Unió (EDU) politikusai, hogy „megakadályozzák a svájci társadalom növekvő iszlamizálódását”. A kampányban ugyanakkor előtérbe kerültek a muzulmán nők elnyomásáról, a burka kényszerű viseléséről, a saríáról szóló kérdések aminek következményeképp feminista támogatása is volt az „igen”-nek.

## Ellenzők
Az egyik legfőbb ellenző a svájci kormány volt, ami azt ajánlotta a lakosságnak, hogy utasítsák el a kezdeményezést. A parlament is bírálta a kezdeményezést, korábbi felmérések az elutasítást valószínűsítették. A kormány attól tart, hogy a minaretek betiltása nyugtalanságot válthat ki az ország iszlám közösségeiből, illetve, hogy a döntés ronthatja Svájc kapcsolatát a muzulmán országokkal.

## Népszavazás
2009. november 29-én a svájciak három kérdésről szavaztak népszavazás alkalmával, ezek egyike volt a minaretek tilalmát elrendelő alkotmánymódosítás. Ezen kívül a szavazólapon szerepelt fegyverexport tilalma (68% elutasította) és egy a légi közlekedésben használt üzemanyag adójának felhasználásával kapcsolatos kérdés, amit elfogadtak.
A 2009-es svájci népszavazás alkalmával az alkotmány kiegészítését 57,5%-os igen szavazat mellett jóváhagyták. Csupán négy a létező 26 kantonból szavazott az alkotmánymódosítás ellen, többnyire Svájc francia nyelvet beszélő részében. A referendum a minaretet nem mint vallási intézményt értelmezi, hanem politikai jelképként, amely a saríja, az iszlám jog szimbóluma.

## Plakátkampány

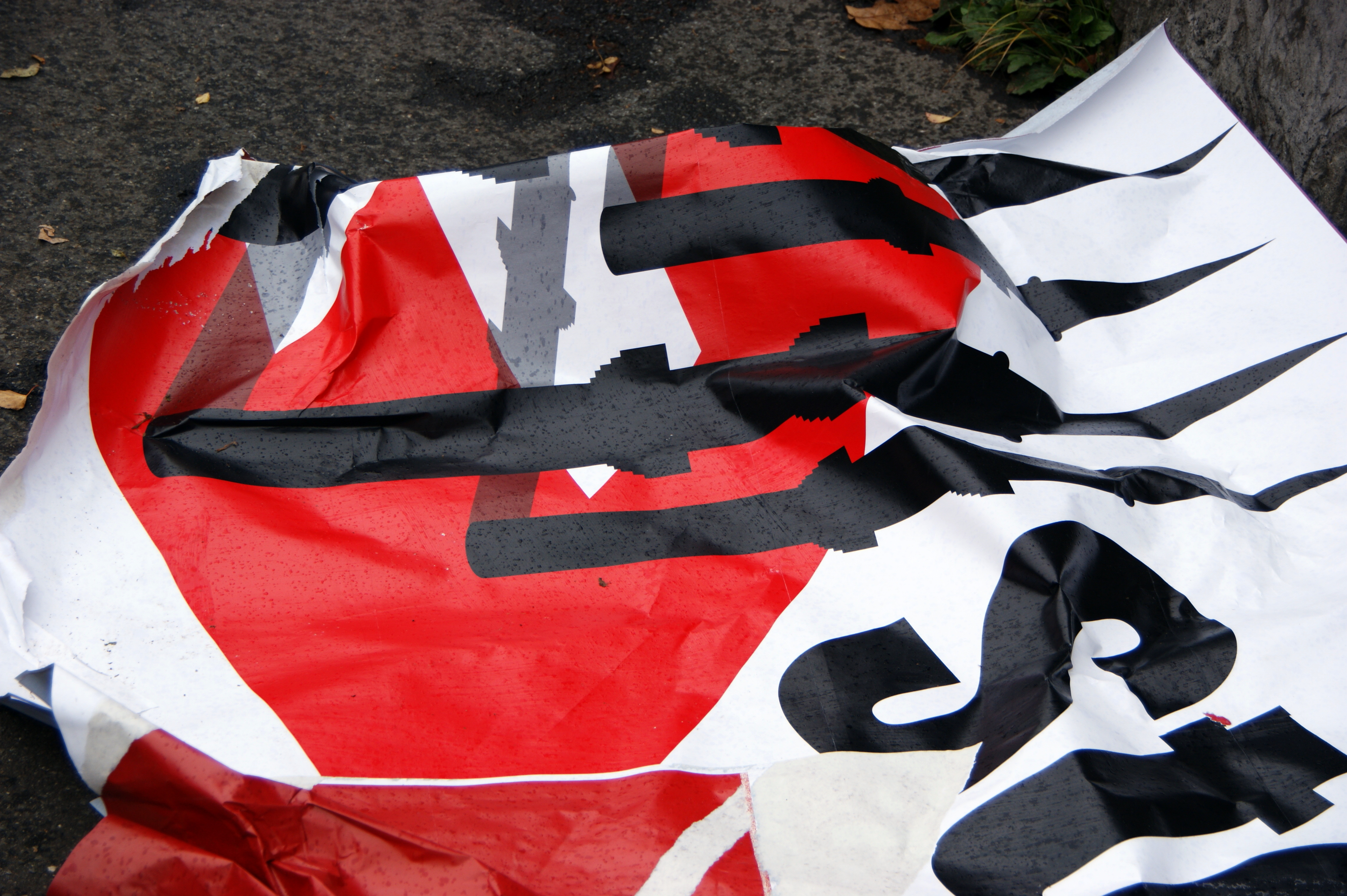
Megrongált minaretellenes poszter egy darabja (első típusú: A svájci zászlón álló minaretek, előtérben egy lefátyolozott nő)